# フラン・カラチッチ
フラン・カラチッチ（Fran Karačić、1996年5月12日 - ）は、クロアチア・ザグレブ出身のサッカー選手。オーストラリア代表。ポジションはDF。

## クラブ経歴
2015年4月1日、NKロコモティヴァ・ザグレブからのレンタルで加入したNKルチコでプロデビュー。
2020年2月3日、NKディナモ・ザグレブに移籍した。また、2019-20シーズン終了まではロコモティヴァにレンタルという形で残る。
2021年1月14日、ブレシア・カルチョに2年半の契約で移籍した。

## 代表経歴
祖父が1970年代にオーストラリアに移住した際に生まれた子供を父に持っていたため、クロアチア出身ではあるもののオーストラリアのパスポートを保有しており、オーストラリア代表の資格を有していた。
2018年5月、2018 FIFAワールドカップに臨むオーストラリア代表候補26人に選出されたが、登録メンバー23人からは外れた。
2021年6月、2022 FIFAワールドカップ・アジア予選のクウェート代表戦で代表初出場。

## 代表歴

### 出場大会
- オーストラリア代表
  - 2022 FIFAワールドカップ

### 試合数
- 国際Aマッチ 13試合 1得点（2021年-2022年）[7]

| オーストラリア代表 | 国際Aマッチ | 国際Aマッチ |
| 年                 | 出場        | 得点        |
| ------------------ | ----------- | ----------- |
| 2021               | 6           | 1           |
| 2022               | 7           | 0           |
| 通算               | 13          | 1           |